# Thomas Hengesbach

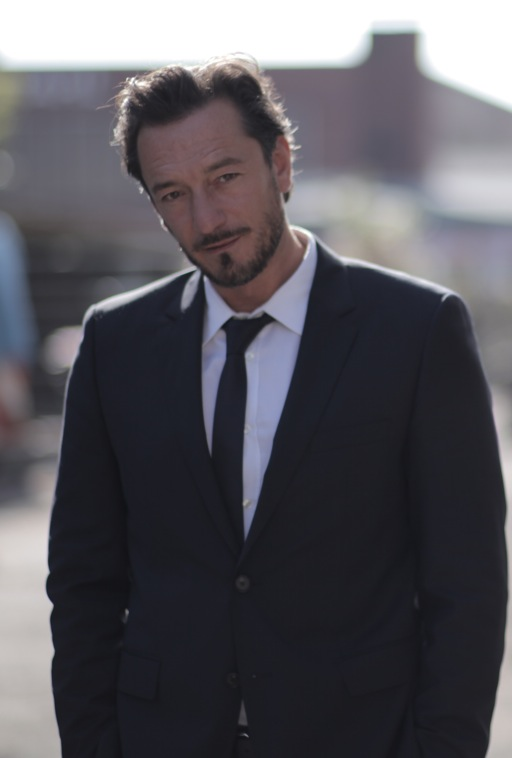
Thomas Hengesbach (2013)

Thomas Hengesbach (* 4. Januar 1967 in Köln) ist ein deutscher Werbefilmregisseur, Filmproduzent, Autor und Geschäftsführer der Firma Cineblock Media Filmproduktion.

## Leben
Thomas Hengesbach studierte bis 1993 Betriebswirtschaft. Während seines Studiums machte er Praktika bei verschiedenen Produktionsfirmen im In- und Ausland in unterschiedlichen Positionen. 1995 gründete er die Firma Cine Block Filmdienstleistungs GmbH. 1999 war er fester Regieassistent bei vielen verschiedenen Regisseuren. 2007 gründete er die Cineblock Media Filmproduktion, deren CEO er ist. 2008 wechselte er endgültig in das Regiefach. Neben Werbe- und Imagefilmen dreht er Magazinsendungen und Reportagen.

## Filmografie (Auswahl)

### Regisseur
- 2011:	Audi – DTM Rennfahrer Portraits 2011 (Reportage)
- 2011:	Mein Stadion (TV-Magazin), Sky
- 2012:	Sky Fußball Taxi (TV-Magazin)

### Als Regieassistent
- 1999–2002: Wilsberg (3 Folgen)
- 2004: Ein Zwilling ist nicht genug
- 2004: Metallic Blues
- 2006: Good Girl, Bad Girl
- 2006: Alarm für Cobra 11 – Die Autobahnpolizei (2 Folgen)
- 2007: Der geheimnisvolle Schwiegersohn
- 2008–2010: SOKO Köln (6 Folgen)
- 2009: Da kommt Kalle (Folge 3x01)
- 2010: Der Schwarzwaldhof (2 Folgen)
- 2011–2012: Der letzte Bulle (5 Folgen)

### Produktionsleiter / Aufnahmeleiter
- 1996: Gefährliche Freundin
- 1997: Das Amt (Folge 1x01)
- 1998: Eine Sünde zuviel
- 2008: Tatort (Folge: Verdammt)
- 2008: Die Treue-Testerin - Spezialauftrag Liebe